# 록네스

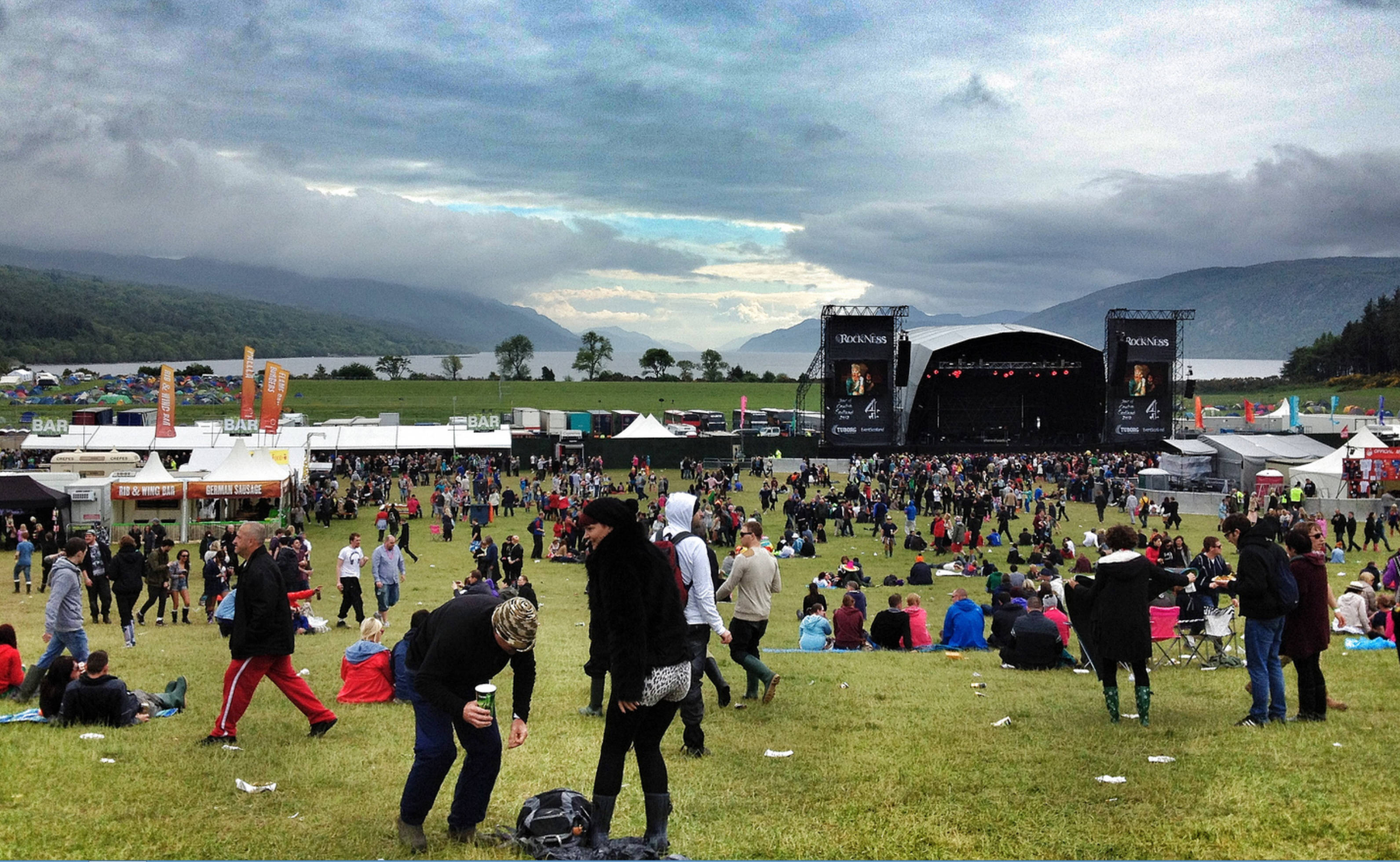

록네스(RockNess)는 스코틀랜드 고지의 네스호 기슭에 위치한 도레스(Dores)의 클룬 팜(Clune Farm)에서 매년 열리는 음악 축제였다. 이 축제는 미확인 동물인 네스호의 괴물(Loch Ness Monster)의 서식지로 알려진 네스호의 아름다운 경관 덕분에 "세계에서 가장 아름다운 축제"이자 "괴물을 품은 유일한 축제"로 알려졌다. 축제 이름과 달리 록 음악만 있는 축제는 아니었으며, 댄스, 일렉트로닉, 힙합 음악을 주로 선보였다.
제1회 록네스 페스티벌은 2006년 6월 24일에 열렸다. 2008년 6월, AEG가 페스티벌의 주요 기획사를 인수했다. 페스티벌은 매년 규모가 커져 2013년 마지막 행사를 치렀다.